# Juwon Oshaniwa
Juwon Oshaniwa (né le 14 septembre 1990 à Ilorin) est un footballeur nigérian.